# Diazolidinylharnstoff
Diazolidinylharnstoff ist die wesentliche Komponente im Kondensationsprodukt von Allantoin mit Formaldehyd und ein so genannter Formaldehydabspalter. Die Verbindung wird als Biozid zur Konservierung von Kosmetika und Körperpflegeprodukten eingesetzt.

## Vorkommen und Darstellung
In überschüssigem Formaldehyd als 37%ige Lösung (Formalin) suspendiertes Allantoin reagiert im Alkalischen bei 100 °C zu verschiedenen löslichen Kondensationsprodukten, die beim Ansäuern und Einengen als weißer Feststoff anfallen.
Das Reaktionsgemisch enthält mit ca. 30 bis 40 % den Ausgangsstoff Allantoin und die Kondensationsprodukte HU und insbesondere das Zielprodukt BHU. Das Zielprodukt unterscheidet sich im Substitutionsmuster am Imidazolidinring von der bisher angegebenen Struktur eines 1-[1,3-Bis(hydroxymethyl)-2,5-dioxoimidazolidin-4-yl]-1,3-bis(hydroxymethyl)harnstoffs. Die nunmehr obsolete Strukturformel ist aber immer noch in vielen Publikationen zu finden. Daneben entstehen nicht-charakterisierte Allantoin-Formaldehyd-Polymere.
Die exakte Einhaltung eines molaren Einsatzverhältnisses Allantoin zu Formaldehyd = 1:4 soll ein einheitliches Kondensationsprodukt liefern, dessen Strukturformel in der Patentschrift ebenfalls noch als N,N- statt N,C-Bis(hydroxymethyl)imidazolidin-Diadditionsprodukt angegeben ist.

## Eigenschaften
Diazolidinylharnstoff ist ein weißes, sehr gut wasserlösliches Pulver mit schwachem charakteristischen Geruch. Die stark voneinander abweichenden angegebenen Schmelzpunkte weisen auf eine uneinheitliche Zusammensetzung des Produkts hin. Nur ca. 50 % der theoretischen Formaldehydmenge ist aus Diazolidinylharnstoff freisetzbar. Die Substanz ist über einen breiten pH-Bereich von 3 bis 9 stabil und mit vielen kosmetischen Inhaltsstoffen und Konservierungsmitteln verträglich. Unter basischen und neutralen Bedingungen wird Diazolidinylharnstoff zu 4-(Hydroxymethyl-2,5-dioxo-imidazolidinyl)harnstoff HU abgebaut. Es wirkt bakterizid gegenüber grampositiven und gramnegativen Bakterien, jedoch weniger gegen Schimmelpilze und Hefen.

## Anwendungen
Diazolidinylharnstoff wurde 1966 patentiert und 1982 als Formaldehydabspalter (engl. formaldehyde releaser oder formaldehyde donor) wegen seiner bioziden Wirkung zur Konservierung von Körperpflegeprodukten und kosmetischen Zubereitungen eingeführt. Um die Zersetzung und damit verbunden die Abgabe von Formaldehyd zu vermeiden, sollten bei Verarbeitung und Lagerung von diazolidinylharnstoff-haltigen Produkten 40 °C nicht überschritten werden. Typische Konzentrationen in Zubereitungen liegen zwischen 0,1 bis 0,3 %, wobei in der EU und in den USA Maximalkonzentrationen von 0,5 % erlaubt sind. In Japan ist Diazolidinylharnstoff als Konservierungsmittel nicht zugelassen. Zur Erhöhung der fungiziden Wirkung werden oft Gemische mit Parabenen oder Iodocarb verwendet.

## Hersteller und Handelsnamen
Diazolidinylharnstoff wird von Ashland, Inc. unter dem Markennamen Germall II®, von 3V Sigma unter dem Markennamen Abiol™ Forte und von Vantage Specialty Ingredients unter dem Markennamen Liposerve™ DU hergestellt und vermarktet.

## Sicherheitshinweise
Diazolidinylharnstoff wird – im Gegensatz zu vielen anderen Formaldehydabspaltern – praktisch nur Kosmetikprodukten zur Konservierung zugesetzt. Die Werte für die akute und subchronische orale und dermale Toxizität von Diazolidinylharnstoff sind toxikologisch nicht signifikant und Ames-Tests auf Mutagenität verliefen negativ. Neuere Befunde aus in-vitro-Experimenten wiesen jedoch auf Genotoxizität hin. Das Cosmetic Ingredient Review (CIR) Expert Panel entschied 2006, die Evaluierung von Diazolidinylharnstoff nicht wieder aufzunehmen.
Problematischer erscheinen die vorliegenden Daten zur Sensibilisierung durch Diazolidinylharnstoff, die eine Prävalenz von 0,8 bis 1,8 % aufweist, einer anderen Quelle zufolge in Europa 0,5 bis 1,4 %. Im Fall langwirksamer Formaldehydabspalter mit uneinheitlicher Zusammensetzung, wie z. B. auch 3,3′-Methylenbis(5-methyloxazolidin), ist ein monokausaler Zusammenhang mit dem Wirkstoff, einem der Nebenprodukte, dem freigesetzten Formaldehyd oder einem der Abbauprodukte kaum schlüssig herzustellen.
Wegen der meist repetitiven und langfristigen äußerlichen Anwendung von (biozidhaltigen) Kosmetika erfordert das Auftreten von Allergien beim Einsatz von Formaldehydabspaltern jedoch besondere Aufmerksamkeit.